# Pomníky v Čenstochové
Mezi pomníky ve městě Čenstochová v Polsku patří:

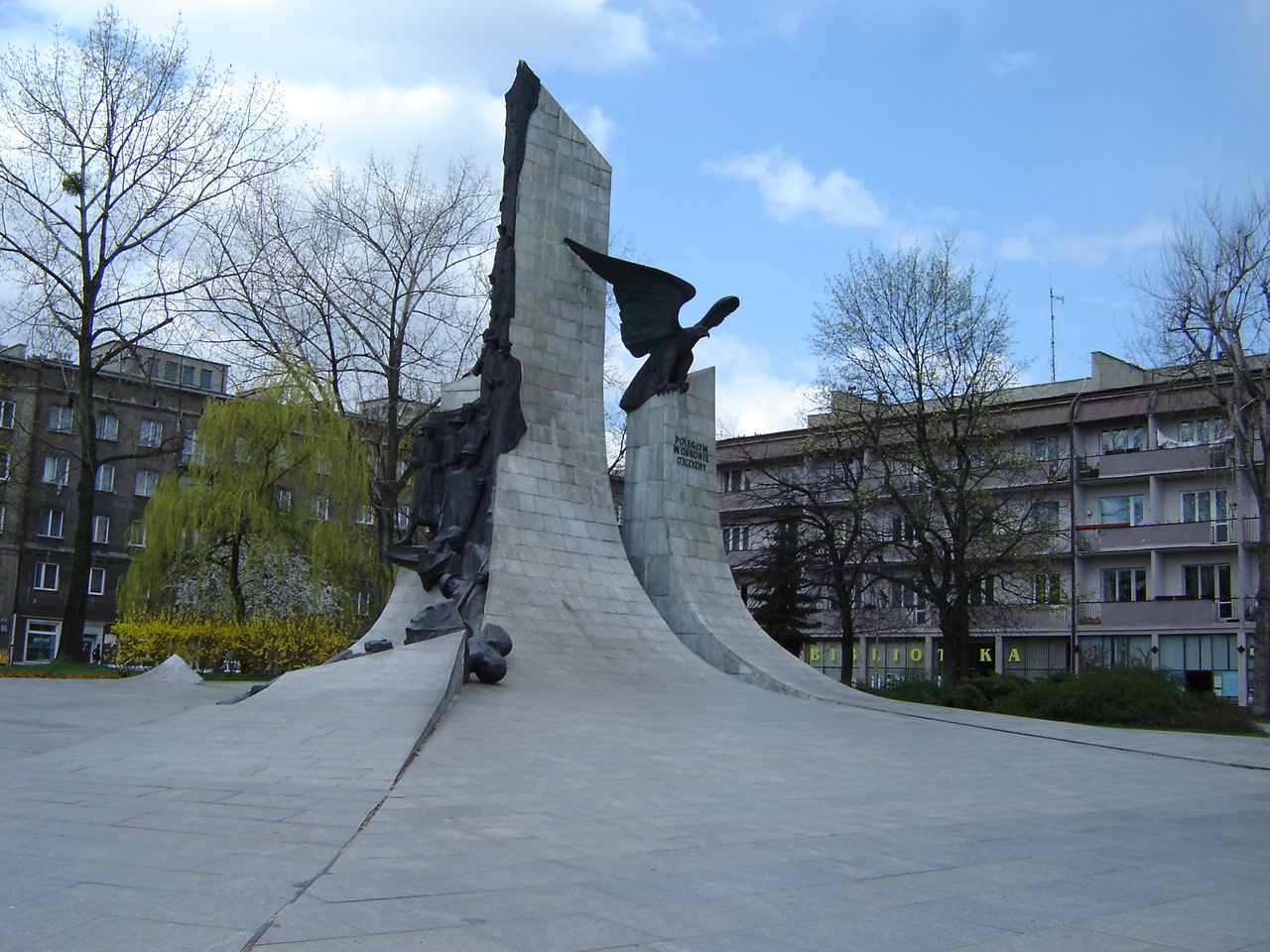
Pomník padlým při obraně vlasti

- Hrob neznámého vojína (alej Sienkiewicze)
- Kristův pomník bratrství mezi národy (na cestě Varšava – Katovice)
- Pomník Józefa Piłsudského (náměstí Biegańského)
- Pomník Henryka Sienkiewicze (alej Nejsvětější Marie Panny)
- Pomník Stanisława Staszice (v parku Stanisława Staszice)
- Pomník Stanisława Moniuszka (v parku 3. máje)
- Pomník Jana Pavla II. (na jasnohorských valech)
- Pomník Jana Pavla II. (před redakcí týdeníku "Niedziela")
- Pomník opata Augustyna Kordeckého (na Jasné Hoře)
- Pomník padlým při obraně vlasti
- Pomník Kazimierze Pułaského (v parku Stanisława Staszice)
- Pomník sovětských vojáků (na hřbitově Kule)
- Pomník Władysława Biegańského (na náměstí Rady Evropy)
- Pomník kněze Jerzego Popiełuszka (u parku 3. máje)
- Pomník arcibiskupa Stefana Wyszyńského (před Jasnou Horou)
- Pomník Haliny Poświatowské na Základní škole č. 8 (ul. Szczytowa)
- Pomník Emilie a Karla Wojtyłů, rodičů Karla Wojtyły, papeže Jana Pavla II. (u Domu poutníka)
- Pomník Lvovských orlat
- Bysta Juliusze Słowackého před budovou Juliusze Słowackého
- Pomník "Wrzeciona" na kruhovém objezdu Adama Mickiewicze
- Socha Przyjaciółek, na sídlišti Tisíciletí.

## Již neexistující pomníky v Čenstochové
- Pomník cara Alexandra II. – býval na místě pod jasnohorským vrchem
- Pomník Gabriela Narutowicze
- Pomník Józefa Piłsudského – před válkou býval v Krakowské ulici, vedle dnešní Základní školy č. 6
- Pomník vděčnosti sovětské armádě – býval na náměstí Biegańského, vyobrazoval vojáka držícího v dlani olivovou větvičku
- Pomník vítězství sovětské armády – býval na náměstí Daszyńského
- Bysta Bolesława Bieruta – bývala na náměstí Lvovských Orląt ve čtvrti Rakov
- Sovětský tank – symbol pocty bratrské armádě